# Gatineaufloden
Gatineaufloden franska: Rivière Gatineau är en 386 km lång flod i Québec, Kanada. Den rinner upp i sjöarna norr om Réservoir Baskatong och flyter söderut för att mynna i Ottawafloden vid staden Gatineau.